# Людовик Великий Дофин
Людо́вик Вели́кий Дофи́н (фр. Louis le Grand Dauphin; 1 ноября 1661[…], Фонтенбло — 14 апреля 1711[…], Мёдон) — единственный выживший законный ребёнок Людовика XIV от Марии-Терезии Испанской, его наследник (дофин Франции). Умер от оспы за четыре года до смерти отца и не царствовал.
Выдающийся военачальник Войны за испанское наследство.

## Биография
Дофин Людовик был первенцем короля Людовика XIV и королевы Марии Терезии Испанской. Он родился 1 ноября 1661 года во дворце Фонтенбло спустя год после заключения брака между его родителями. 23-летний король присутствовал при родах и, узнав о рождении сына, подбежал к окну и крикнул «Королева родила мальчика!». Наследнику придумали специальное обращение монсеньор. Его крестили в Сен-Жерменском дворце папа римский Климент IX и английская королева Генриетта Мария.
5 июня 1662 года в честь рождения наследника устроены демонстрационные военные конные выезды (каррузели) перед дворцом Тюильри, на месте, которое с тех пор называется Площадь Каррузель. После Людовика у королевской четы родились ещё пятеро детей, но из-за инбридинга в семье до совершеннолетия дожил лишь Великий дофин. Людовик XIV и Мария Терезия были двоюродными братом и сестрой по двум линиям: отец Людовика и мать Марии Терезии были родными братом и сестрой; отец Марии Терезии и мать Людовика XIV также были родными братом и сестрой. Людовик XIV позже признал 11 своих незаконнорождённых детей от различных фавориток.
До семи лет дофина воспитывала мадам де ла Мотт. Затем воспитателями были поставлены суровый Шарль Монтозье, послуживший прототипом для мольеровского «Мизантропа», епископ Кондома и Мо Жак-Бенинь Боссюэ с его помощником Пьером-Даниэлем Юэ. В этой должности Юэ составил 64-томную библиотеку классической литературы, известную под общим заглавием «Ad usum Delphini» («для употребления дофина»), «очищенную» от «нескромных» выражений. Наследника больше обучают послушанию отцу, нежели управлению государством.
Наставники привили дофину страсть коллекционировать антиквариат. С 20-летнего возраста он собирал фарфор и драгоценные камни. В этом ему до самой смерти дофина помогал ювелир Филипп ван Дивот (Vandive), состоявший в свите королевских гардеробщиков.
В 1690 году немецкий дипломат Езекиель Спангейм так описал Великого дофина: «ростом ниже [среднего] с лицом круглым, красивым, не лишённым мягкости и величия». Дофина женили в 19 лет. По словам Мадам де Севинье, дофин был ещё неопытен в вопросах любви. Сначала он сохранял верность жене, но по стопам отца увлекается придворными дамами из окружения супруги, включая Марию Эмилию Терезу Жоли де Шуэн.
Великий дофин скончался от оспы 14 апреля 1711 года в 23 часа 30 минут в возрасте 49 лет в покоях Медонского дворца.
В честь него названа крепость Мон-Дофен, основанная в 1693 году Вобаном.

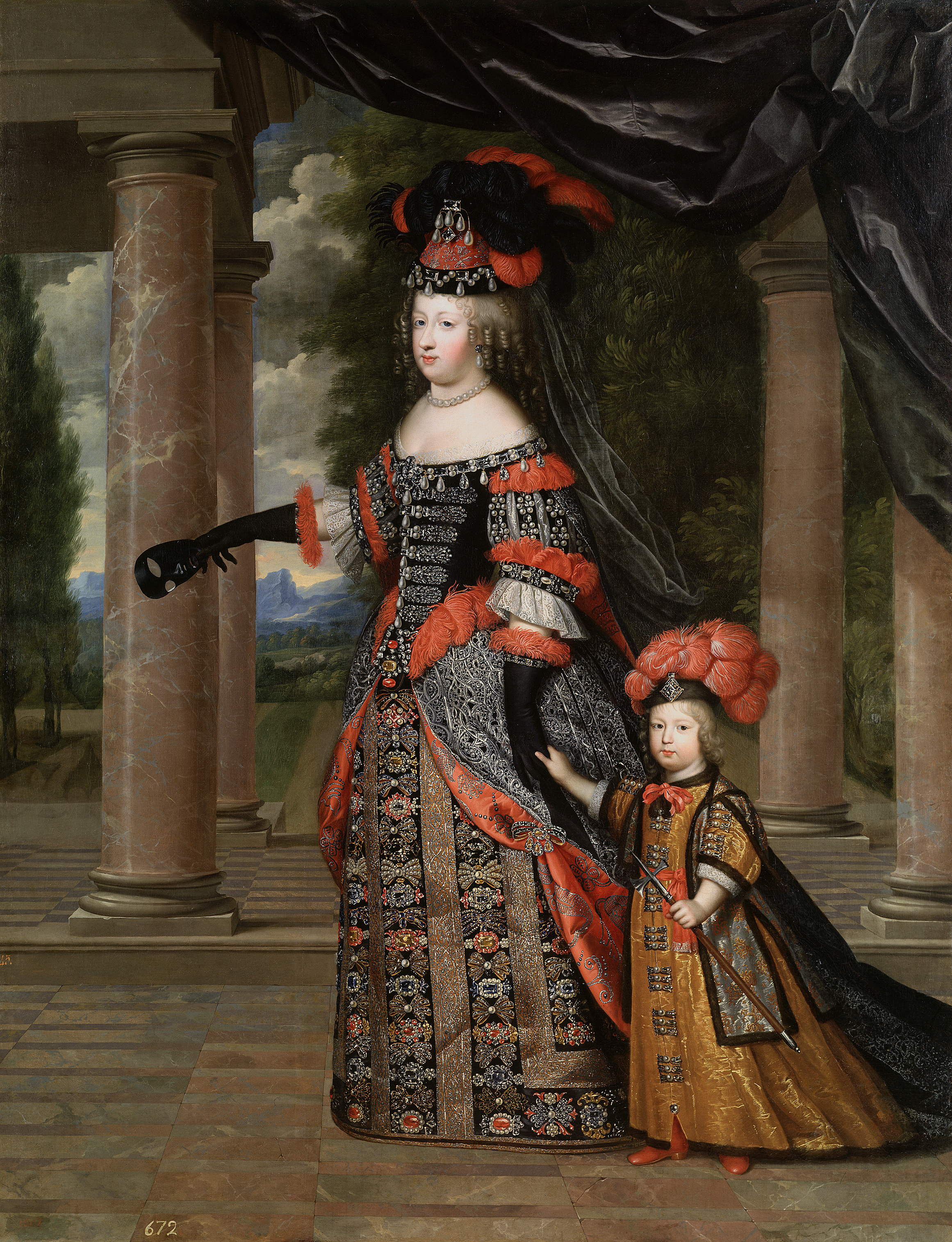
Анри и Шарль Бобруны[фр.]. Королева Мария Терезия с дофином Франции (1663—1666)
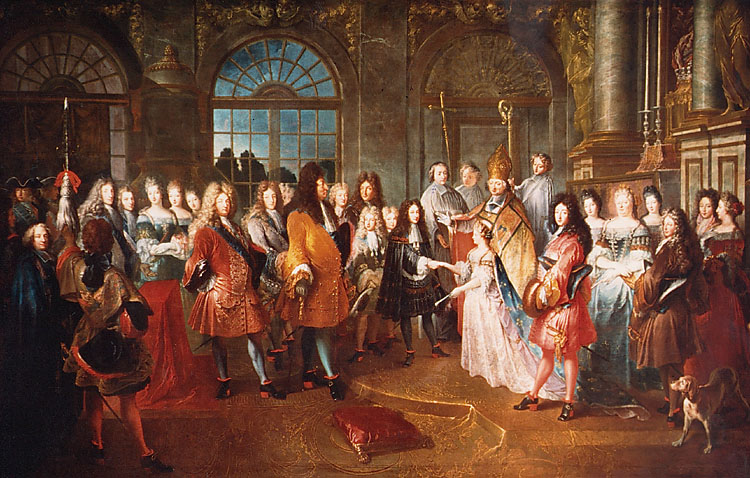
Антуан Дё[фр.]. Свадьба Людовика, герцога Бургундского и Марии-Аделаиды Савойской 7 декабря 1697 года (1715). Лувр
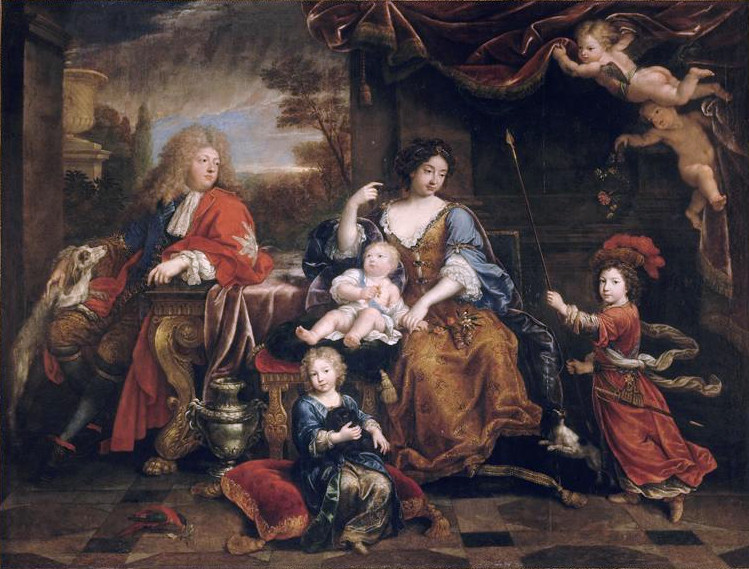
Пьер Миньяр. Великий дофин с семьёй (1687). Лувр
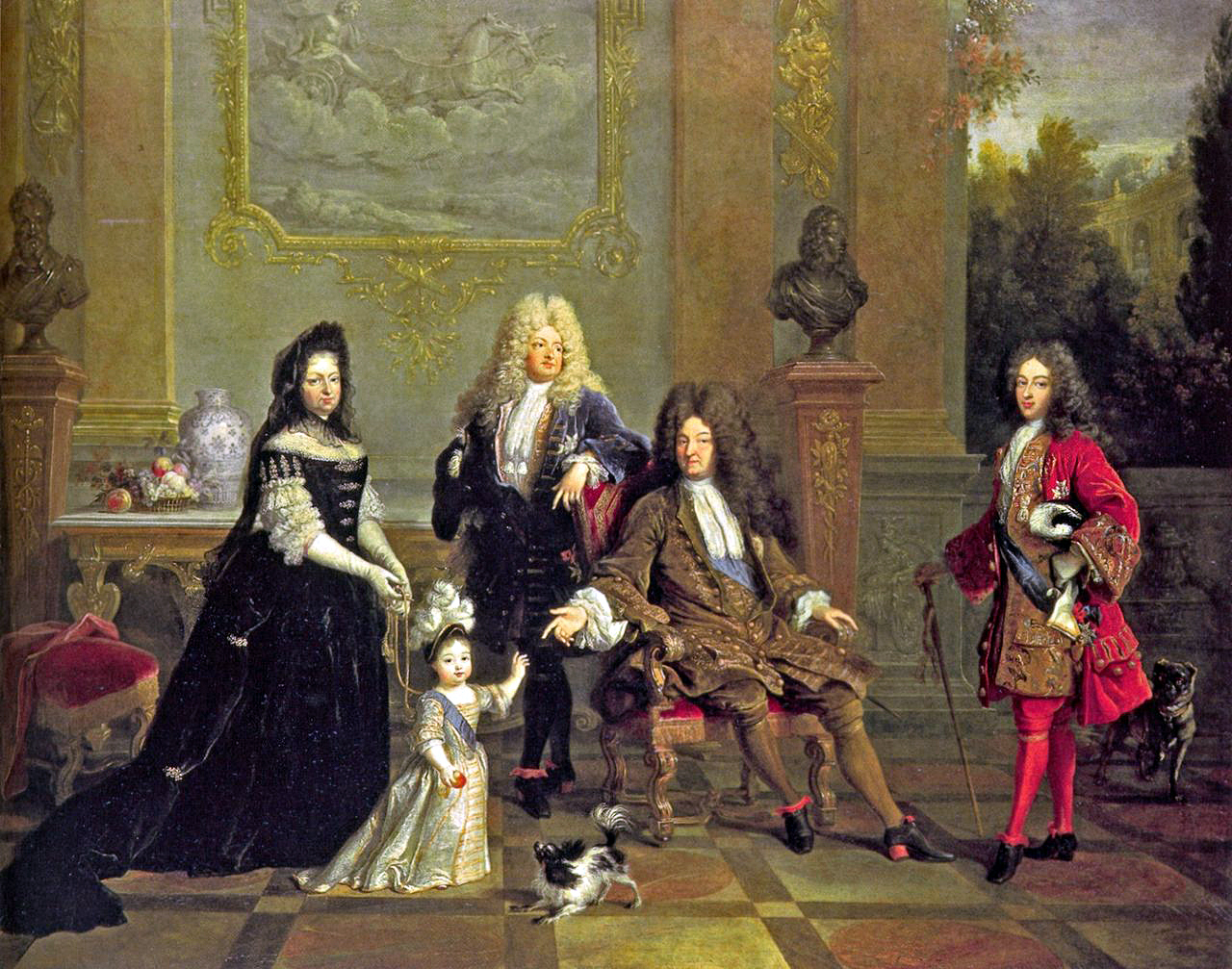
Николя де Ларжильер. Четыре поколения Бурбонов: король, Великий дофин, герцог Бургундский и герцог Бретонский (1710). Собрание Уоллеса

## Семья и потомство
Женат с 1680 года на Марии Анне Баварской (1660—1690). Сыновья:
- Людовик, герцог Бургундский, умер в 1712 году, также при жизни деда и не царствовал (отец Людовика XV);
- Филипп, герцог Анжуйский, с 1700 года король Испании (Филипп V), основатель испанской ветви Бурбонов;
- Карл, герцог Беррийский и Алансонский, граф де Пуатье (умер в 1714 году бездетным).

После смерти жены Людовик вступил во второй законный морганатический брак с Марией Эмилией Терезой де Жоли де Шуэн. Вторая жена дофина не носила титул «дофины». Детей от этого брака не было.
Великий Дофин имел также трёх внебрачных дочерей, все они родились после смерти первой жены:
- Луиза Эмилия де Вотедар (1694—1719), замужем за Николя Менаже.
- Анна-Луиза де Бонбур (1695—1716), замужем за Анн-Эрраром д’Авогуром.
- Шарлотта де Флери (1697—1750), замужем за Жераром Мишелем де Ла Жоншером.